# غوه سلطاني (غوغر)
غوه سلطاني (بالفارسية: گوه سلطانی) هي قرية تقع في إيران في قسم غوغر الريفي. يقدر عدد سكانها بـ 51 نسمة بحسب إحصاء 2016.